# 经济刺激

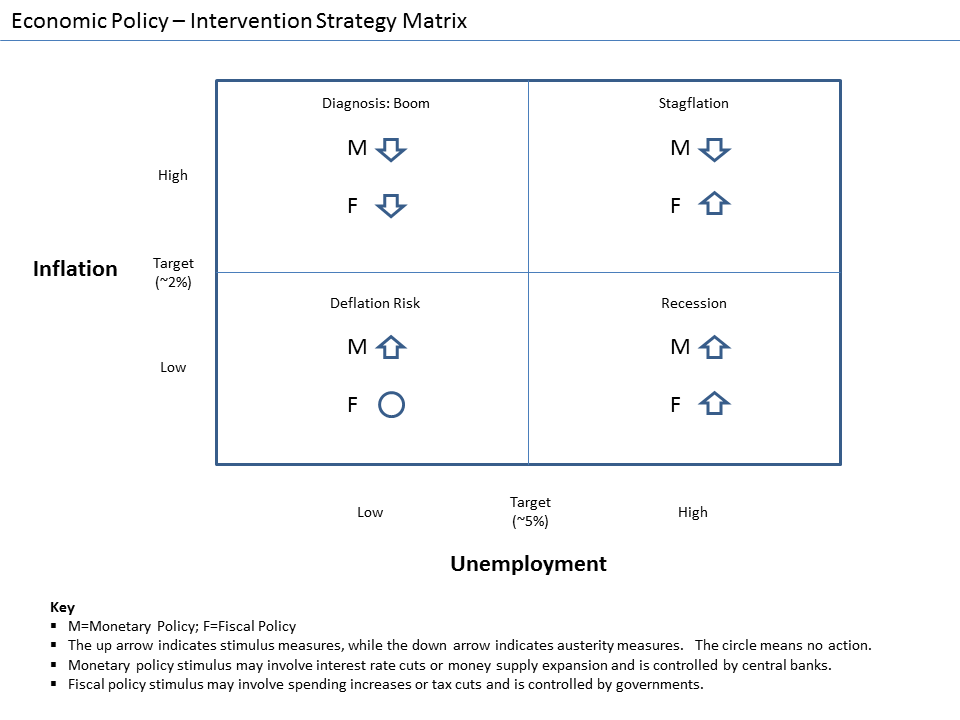
不同条件下的典型干预策略。其中M指货币政策（Monetary），F指财政政策（Fiscal）

在经济学中，刺激（英語：stimulus）是指尝试使用货币政策或财政政策（或广义的稳定政策）来刺激经济。刺激措施还可以指诸如降低利率和量化寬鬆的货币政策。
刺激有时被俗称为“政府注资”或“放水”，英文称为“priming the pump”或“pump priming（啟動水泵）”。在1930年代，時任美国总统赫伯特·胡佛被指為“pump priming”，而美國總統富兰克林·D·罗斯福则以褒义使用该词。2020年3月26日，美国参议院因應2019冠状病毒病疫情通过了2兆美元的刺激计划，並得到美國總統唐納·川普的支持。

## 概念
在经济衰退期间，由于缺乏需求，生产和就业远低于其可持续发展潜力（见非加速通货膨胀失业率）。人们希望可以通过增加需求以解決該情况，并使刺激措施的任何不利副作用降至最低。
财政刺激是指增加政府支出或转移支付，或降低税收。事实上，这意味着增加公共债务的增长率，不过凯恩斯主义者常认为刺激措施能通过乘数效应产生足够的经济增长，可部分或完全填补債務缺口。
货币刺激是指降低利率、量化寬鬆或其他增加货币量或信用的方式。

## 经济学家观点
米爾頓·佛利民认为，大萧条是由于美联储未采取措施应对货币存量和流通量突然减少的事实。相反，本·伯南克认为问题是缺乏信用，而不是缺乏资金，因此在金融危机期间，以伯南克为首的美联储提供了额外的信贷，而不是额外的流动性（货币），以刺激经济的恢复正轨。Jeff Hummel分析了这两种相互矛盾的解释的不同含义。里士满联邦储备银行行长杰弗里·拉克（Jeffrey Lacker）以及蕾妮·哈尔托姆（Renee Haltom）批评伯南克的解决方案，因为“它鼓励过度冒险，并助长了金融不稳定。”托马斯·汉弗莱和理查德·汀布莱克集中在他们的著作：在《黄金、真实票据论与美联储：1922年至1938年货币失序的根源》（Gold, the Real Bills Doctrine, and the Fed: Sources of Monetary Disorder 1922-1938）中认为真实票据论（real bills doctrine）是大萧条的一大原因。
人们通常认为，财政刺激通常会增加通货膨胀，因此必须由中央银行以一定措施来抵消。反对者則认为，只要产出缺口足够大，通货膨胀的风险就很低，或者在萧条时期通货膨胀率太低，没有政府的财政刺激，中央银行甚至无法达到所需的通货膨胀率。
货币刺激通常被认为是中性的：降低利率会使更多的投资有利可图，但仅是回报率最低的投资，而政府投资的财政刺激可能导致民粹主義或腐败。另一方面，政府也可以将外部性纳入考虑，例如新的公路或铁路能使并未付费的用户受益，并选择虽然没有利润但更为有益的投资。
通常，凯恩斯主义者强烈倾向于刺激经济，奥地利学派和理性预期经济学家通常反对，而主流经济学家介于两者之间。